# Guerra y paz
Guerra y paz (en ruso, Война и мир, Война и миръ, Voiná i mir), también conocida como La guerra y la paz, es una novela del escritor ruso León Tolstói (1828-1910), que comenzó a escribir en una época de convalecencia tras romperse el brazo al caerse de un caballo en una partida de caza en 1864. Primero se publicó como fascículos de revista (1865-1869). Guerra y paz es considerada como la obra cumbre del autor junto a su trabajo posterior, Anna Karénina (1873-1877).
Se considera uno de los mejores logros literarios de Tolstói y sigue siendo un clásico de la literatura mundial alabado internacionalmente.
La publicación de Guerra y paz empezó en el Russki Viéstnik (El mensajero ruso), en el número de enero de 1865. Las dos primeras partes de la novela se publicaron en dicha revista en el transcurso de dos años y poco después aparecieron editadas aparte con el título Año 1805. A fines de 1869 la obra entera quedó impresa.
Se desconoce por qué Tolstói cambió el nombre a Guerra y paz. Es posible que tomara prestado el título de la obra de 1861 de Pierre-Joseph Proudhon: La Guerre et la Paix (La guerra y la paz en francés). El título también puede ser otra referencia a Tito, descrito como maestro de «la guerra y la paz» en las Vidas de los doce césares, escritas por Suetonio en 119. La novela completa se llamó entonces Voyná i mir (Война и мир según la ortografía de nuevo cuño).[cita requerida]
El manuscrito de 1865 fue reeditado y anotado en Rusia en 1893 y desde entonces ha sido traducido al inglés, alemán, francés, español, italiano, catalán, neerlandés, sueco, finlandés, albanés, coreano y checo.

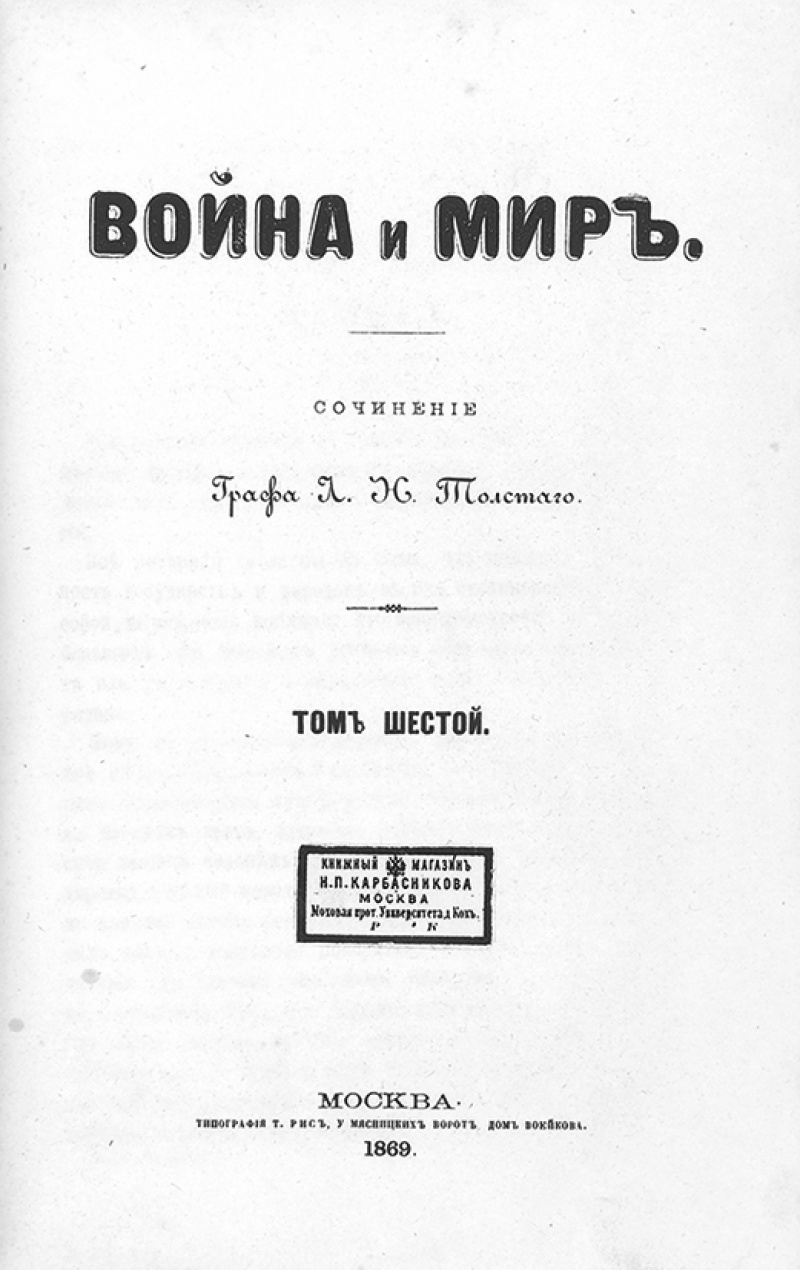
Primera edición de Guerra y paz, 1869.

Tolstói contribuyó a introducir un nuevo tipo de conciencia en la novela. Su estructura narrativa destaca no solo por el punto de vista de Dios sobre los acontecimientos y dentro de ellos, sino también por la forma en que retrata con rapidez y fluidez el punto de vista de un personaje individual. Su uso de los detalles visuales es a menudo comparable al del cine, empleando técnicas literarias que se asemejan a las panorámicas, los planos generales y los primeros planos. Estos recursos, aunque no son exclusivos de Tolstói, forman parte del nuevo estilo de novela que surgió a mediados del siglo XIX y del que Tolstói demostró ser un maestro.
Es una de las obras cumbres de la literatura rusa y sin lugar a dudas de la literatura universal. En ella, Tolstói quiso narrar las vicisitudes de numerosos personajes de todo tipo y condición a lo largo de unos cincuenta años de la historia rusa, desde las guerras napoleónicas hasta más allá de mediados del siglo XIX.
Una parte de la crítica afirma que el sentido original del título sería Guerra y mundo. De hecho, las palabras «paz» y «mundo» son homófonas en ruso y además, a partir de la reforma ortográfica rusa de 1918, se escriben igual (véase fr:Orthographe russe avant 1918#Règles orthographiques). Con anterioridad a dicha reforma, sus grafías eran distintas: міръ 'mundo', миръ 'paz'. Esta última figura en el título original de la novela: «Война и миръ».
Tolstói mismo tradujo el título al francés como La Guerre et la Paix. Dio tardíamente con este título definitivo inspirándose en la obra del teórico anarquista francés Pierre Joseph Proudhon (La Guerre et la Paix, 1861), al que conoció en Bruselas en 1861 y hacia el cual sentía un profundo respeto.

## Realismo

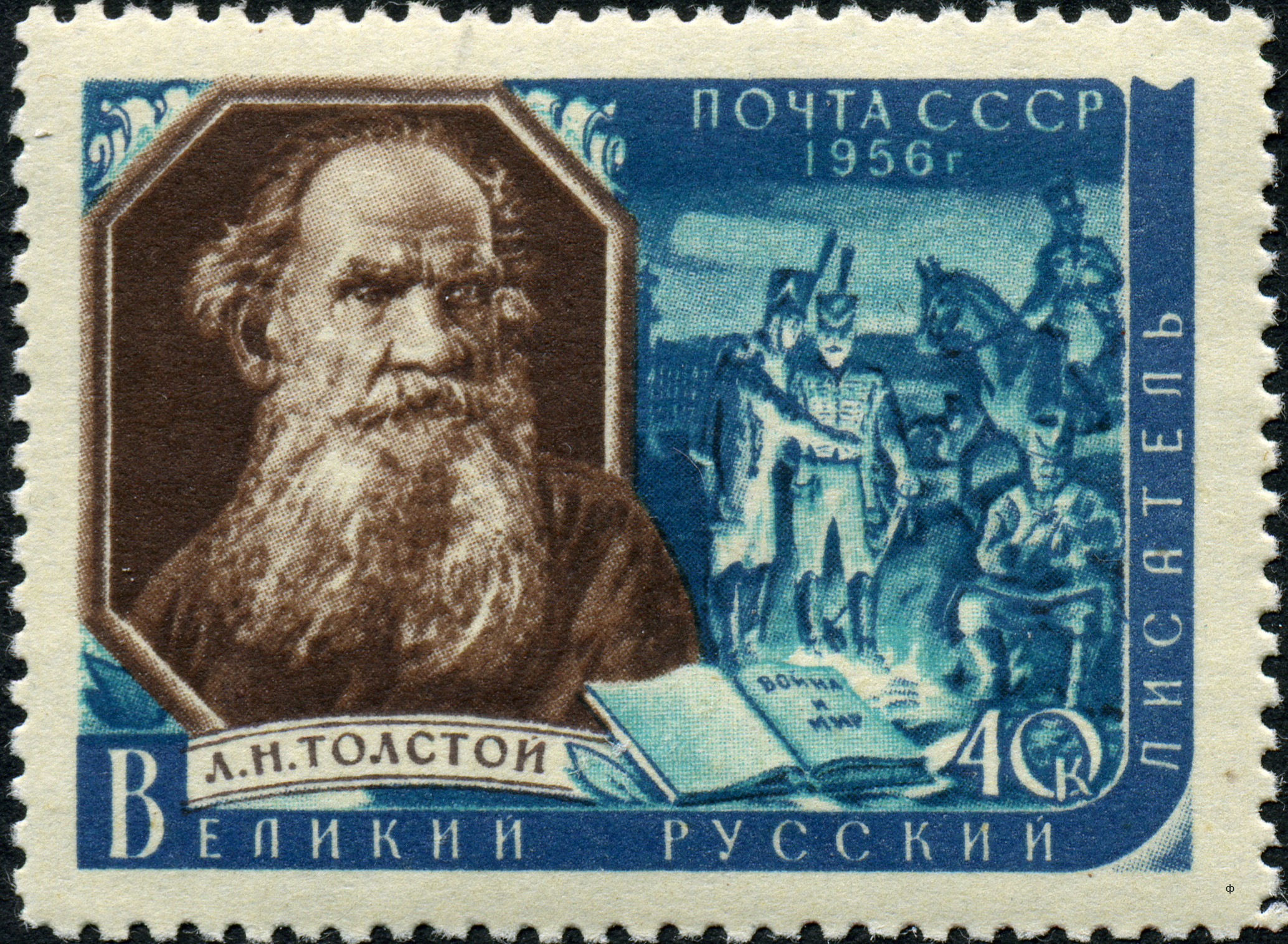
Sello de correos soviético de 1956 con la imagen de León Tolstoi y una escena de Guerra y Paz.

Está ambientada sesenta años antes de la época de Tolstói, pero este había hablado con personas que vivieron la invasión napoleónica de Rusia, en 1812. Leyó todas las historias estándar disponibles en ruso y francés sobre las guerras napoleónicas y había leído cartas, diarios, autobiografías y biografías de Napoleón y otros protagonistas de la época. En Guerra y paz se nombran o se hace referencia a unas 160 personas reales.
Trabajó a partir de materiales de fuentes primarias (entrevistas y otros documentos), así como de libros de historia, textos de filosofía y otras novelas históricas. Tolstói también utilizó gran parte de su propia experiencia en la guerra de Crimea para aportar detalles vívidos y relatos de primera mano sobre la estructura del Ejército Imperial Ruso.
En Guerra y paz, Tolstói critica la historia estándar, especialmente la militar. Al principio del tercer volumen de la novela explica su propia opinión sobre cómo debe escribirse la historia. Su objetivo era desdibujar la línea entre la ficción y la historia, para acercarse a la verdad, como afirma en el volumen II.[cita requerida]

## Lenguaje

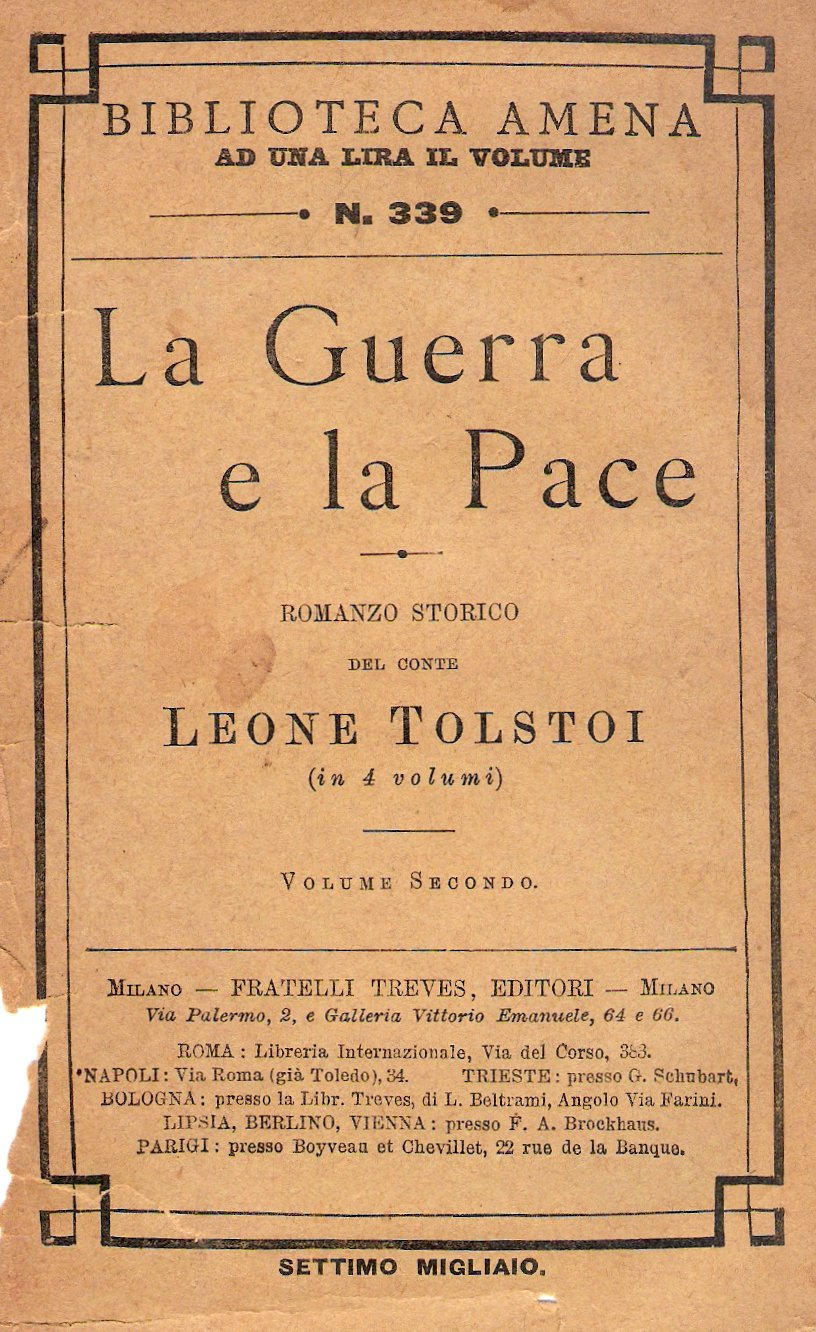
Portada de Guerra y paz, traducción italiana, 1899.

Aunque el libro está redactado principalmente en ruso, partes significativas del diálogo están en francés. Se ha sugerido que el uso del francés es un recurso literario deliberado, para representar el artificio, mientras que el ruso emerge como una lengua de sinceridad, honestidad y seriedad. Sin embargo, también podría representar simplemente otro elemento del estilo realista en el que está escrito el libro, ya que el francés era la lengua común de la aristocracia rusa, y en general de las aristocracias de la Europa continental, en aquella época. De hecho, la nobleza rusa a menudo sólo conocía el ruso lo suficiente como para dar órdenes a sus sirvientes; Tolstói lo ilustra mostrando que Julie Karáguina, un personaje de la novela, está tan poco familiarizada con la lengua nativa de su país que tiene que tomar clases de ruso.
El uso del francés disminuye a medida que avanza el libro. Se sugiere que esto es para demostrar que Rusia se está liberando de la dominación cultural extranjera, y para mostrar que una nación antes amistosa se ha convertido en enemiga. Hacia la mitad del libro, varios miembros de la aristocracia rusa están ansiosos por encontrar tutores rusos para ellos.

## Argumento
La trama se desarrolla fundamentalmente durante la invasión napoleónica de Rusia siguiendo la historia entrelazada de cuatro familias:
- La familia Bezújov (esencialmente Pierre)
- La familia Bolkonsky (el viejo príncipe Nikolái Andréievich, el príncipe Andréi [o Andrés, dependiendo de la traducción] y la princesa María)
- La familia Rostov (el conde Iliá Andréievich, Natasha y Nikolái)
- La familia Kuraguin (Elena y Anatol).

Junto a los personajes de ficción, a los que se considera tradicionalmente como auténticos sostenes de la trama, aparecen numerosos personajes históricos, menos definidos y quizá menos «humanos»: el emperador Napoleón I, el emperador ruso Alejandro I y el general Kutúzov.
En esta novela hay tres personajes centrales, incluyendo: el príncipe Andréi Bolkonsky, inteligente y erudito aunque descontento; el conde Pierre Bezújov, el cual es el heredero de una fortuna vasta y que acarrea los problemas de ser una persona importante en la sociedad rusa además de un amigo del príncipe Andréi; y la condesa Natasha Rostova, una joven bellísima y simpática, de una familia con muchas deudas.
Hay varias partes en Guerra y paz, incluyendo: la introducción al lector sobre los personajes principales; el ejército ruso en Europa (y la batalla de Austerlitz); la paz; la guerra de Rusia de 1812 y la derrota de los ejércitos franceses después de la ocupación de Moscú; y la paz posnapoleónica. Describe además los bailes y las reuniones que se daban en casa de las familias de aristócratas de Rusia en las cuales el tema de conversación era la guerra y la invasión napoleónica. Se relatan también la forma mediante la cual las familias rusas se vinculaban a través de los compromisos matrimoniales y la importancia que estos tenían para la sociedad.
Tolstói además escribe abundantemente sus propias opiniones sobre la historia, la guerra, la filosofía y la religión.

## Resumen de la trama
Guerra y paz tiene un amplio elenco de personajes, la mayoría de los cuales son introducidos en el primer libro. Algunos son personajes históricos reales, como los emperadores Napoleón y Alejandro I. El alcance de la novela es muy amplio, aunque se centra en la vida de cinco familias aristocráticas rusas. La trama y la interacción de los personajes tienen lugar alrededor de 1812, en el contexto de las guerras napoleónicas, durante la invasión napoleónica de Rusia por las tropas francesas.

### Primer volumen
La novela comienza en julio de 1805 en San Petersburgo, en una velada organizada por Ana (Annette) Pávlovna Scherer, dama de honor y confidente de la reina madre María Fiódorovna. Algunos de los principales personajes y familias aristocráticas de la novela son presentados al entrar en el salón de Ana Pávlovna. Pierre (Piotr Kirílovich) Bezújov es el hijo ilegítimo de un rico conde, Kiril Bezújov, un hombre mayor cuyos días se acaban. Pierre está a punto de enzarzarse en una lucha por su herencia; educado en el extranjero a expensas de su padre tras la muerte de su madre, es esencialmente bondadoso, pero socialmente torpe, y debido en parte a su abierta naturaleza benévola, tiene dificultades para introducirse en la sociedad petersburguesa. Es conocido durante la velada que Pierre es el hijo favorito de entre todos los ilegítimos que tiene el conde Kiril Bezújov.
También asiste a la velada un amigo de Pierre, el inteligente y sarcástico príncipe Andréi Nikoláievich Bolkonsky, casado con Liza Bolkónskaya (née Lise Meinen). Encuentra la vida en la sociedad de San Petersburgo untuosa y desilusionante al descubrir tras casarse, que su esposa es vacía y superficial: toma la decisión de ser ayudante de campo del príncipe Mijaíl Kutúzov en la próxima guerra contra Napoleón.
La trama se traslada entonces hacia Moscú, la antigua ciudad que había sido la capital de Rusia, contrastando sus costumbres más provincianas con las de alta sociedad de San Petersburgo. Se presenta entonces a la familia Rostov. El conde Ilyá Andréivich Rostov tiene cuatro hijos adolescentes. La hija menor, Natasha (Natalia Ilyínichna), de trece años, cree estar enamorada de Borís Drubetskóy, un joven disciplinado que está a punto de entrar en el ejército como oficial. Nikolái Ilyich, de veinte años de edad, promete su amor a su prima de quince años, Sonia (Sofía Alexándrovna), huérfana que se ha criado con la familia Rostov. La mayor de los hijos de la familia Rostov, Vera Ilyínicha es fría y un tanto arrogante, pero con buenas perspectivas de matrimonio con un oficial ruso-alemán, Adolf Kárlovich Berg. Petya (Piotr Ilyich), el menor de nueve años, al igual que su hermano mayor, es impetuoso y desea entrar en el ejército cuando su edad se lo permita. Los cabezas de familia, el conde y la condesa, son una pareja cariñosa, pero siempre preocupados por sus desordenadas finanzas.
En Lýsyie Gory, la finca de los Bolkonsky, el príncipe Andréi se marcha a la guerra y deja a su esposa Liza embarazada y sola con su excéntrico padre, el príncipe Nikolái Andréievich Bolkonsky y su devota hija, María Nikoláievna Bolkónskaya.
La segunda parte comienza con la descripción de los preparativos para la guerra entre el Imperio ruso y las tropas napoleónicas. En la batalla de Schöngrabern, Nikolái Rostov, reclutado como alférez en un escuadrón de húsares, tiene su primera experiencia de combate en la cual se encuentra con el príncipe Andréi, a quien insulta en un arranque de impetuosidad. Nikolái se encuentra profundamente atraído por el carisma del zar Alejandro I, más incluso que el resto de jóvenes soldados. Juega y se relaciona con su oficial Vasily Dmítrich Denísov, y se hace amigo del despiadado, y tal vez psicópata Fiódor Ivánovich Dólojov. Bolkonsky, Rostov y Denísov están involucrados en la desastrosa batalla de Austerlitz, en la cual Andréi es herido al intentar rescatar un estandarte ruso.

### Segundo volumen
El libro segundo comienza con el breve retorno a casa de Nikolái Rostov. Encuentra a su familia en la ruina financiera debido a la mala gestión de su patrimonio. Nikolái pasa en su casa un invierno lleno de acontecimientos en compañía de su amigo Denísov, el oficial del regimiento de húsares Pavlogradski a quien sirve. Natasha se ha convertido en una hermosa joven y Denísov se enamora de ella. Le propone matrimonio, pero es rechazado: su madre le ruega a Nikolái que encuentre para sí una buena perspectiva matrimonial que ayude a la familia, pero este no accede a su petición y promete casarse con su novia de la infancia, Sonia.

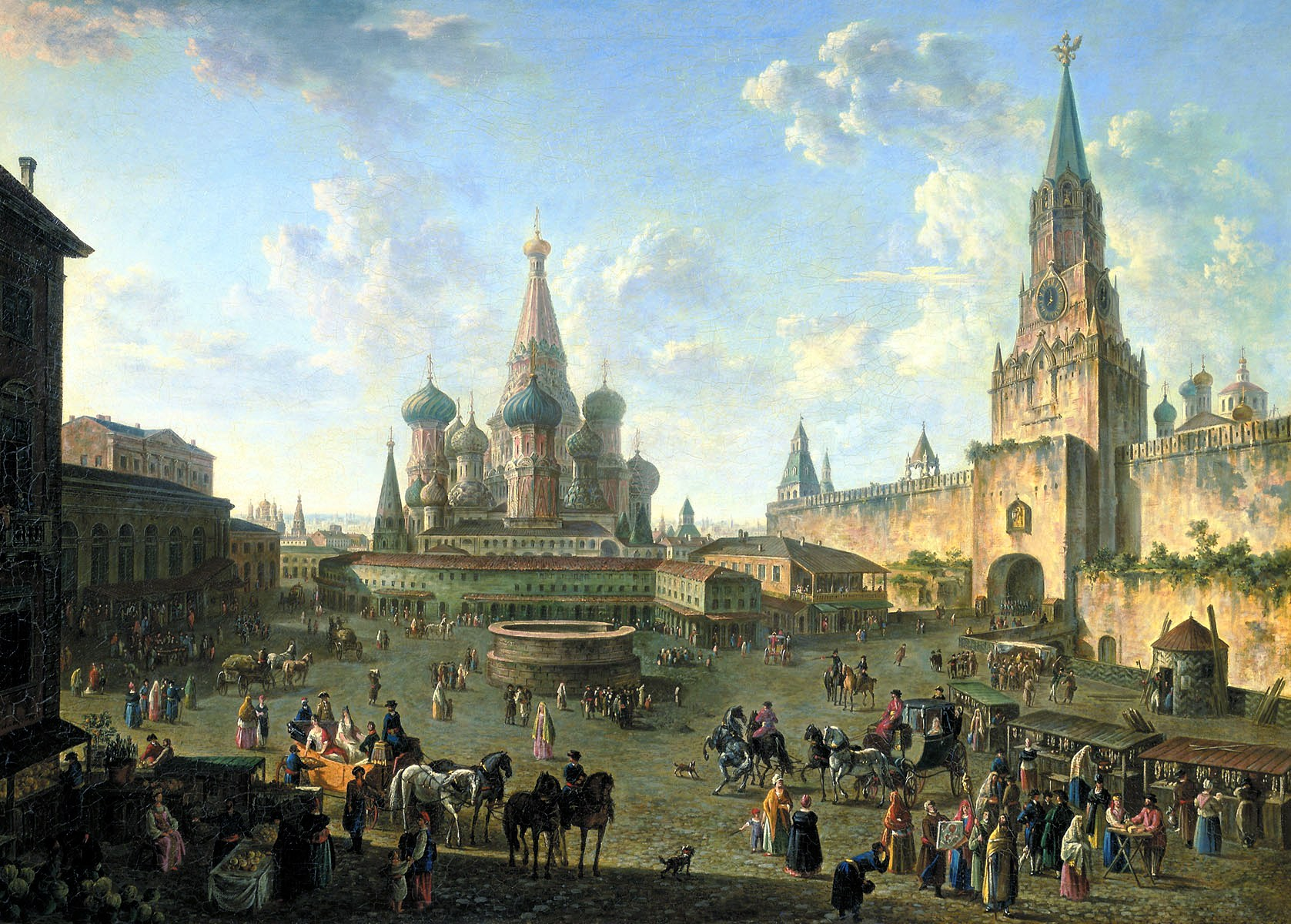
Escena en la plaza Roja, Moscú, 1801. Pintura de Fiódor Alekséiev.

Pierre Bezújov, tras recibir su gran herencia, pasa de ser un joven torpe a ser uno de los solteros más ricos y codiciados del Imperio ruso. Quiere contraer matrimonio con la hermosa e inmoral Hélène, hija del príncipe Kuraguin (Elena Vasílyevna Kuráguina), por la cual se siente atraído superficialmente, a pesar de saber que su decisión no es correcta. Hélène, que se rumorea que está involucrada en una relación incestuosa con su hermano, el no menos encantador e inmoral Anatol, le cuenta a Pierre que nunca tendrá hijos con él. Se rumorea además que Hélène tiene un romance con Dólojov, el cual se burla de Pierre en público. Este pierde entonces los estribos y desafía a Dólojov, un duelista experimentado y asesino despiadado, a un duelo. Inesperadamente, Pierre hiere a Dólojov. Hélène niega su romance, aunque Pierre está convencido de su culpabilidad, y después de comportarse de manera violenta con ella, la abandona. En medio de su confesión moral y espiritual, Pierre se une a la sociedad masónica y se ve envuelto, por consiguiente, en su política interna y modo de vida. Gran parte de este segundo volumen trata las pasiones y conflictos espirituales de Pierre por convertirse en un hombre mejor. Abandona su antiguo comportamiento despreocupado de rico aristócrata y entra en el particular viaje filosófico de Tolstói: ¿Cómo llevar una vida de moral aceptable en un mundo éticamente imperfecto? La pregunta lo desconcierta y confunde continuamente. Intenta liberar y mejorar la vida de sus siervos, pero finalmente no consigue logros importantes.
Pierre es un claro contraste con el inteligente y ambicioso príncipe Andréi Bolkonsky. Durante la batalla de Austerlitz, Andréi se inspira en la visión de la gloria de conducir una carga al ver a sus tropas retroceder, pero sufre una herida casi mortal a causa de la artillería. Cerca de la muerte, Andréi se da cuenta de que todas sus anteriores ambiciones carecen de sentido vital y su antiguo héroe, Napoleón (quién lo rescata en un posterior reconocimiento a caballo del campo de batalla), es aparentemente tan vano como él mismo.
El príncipe Andréi se recupera de sus heridas en un hospital militar y regresa a casa para presenciar la muerte de su esposa Liza durante el parto de su hijo. La culpabilidad de su propia conciencia lo machaca por no haber tratado mejor a su esposa cuando esta aún vivía, y le persigue por la expresión triste de su rostro. Su hijo Nikólienka logra sobrevivir al parto.
Agobiado por la desilusión nihilista, el príncipe Andréi decide no regresar al ejército, sino que prefiere permanecer en su finca trabajando en un proyecto sobre el comportamiento militar en vistas de solucionar los problemas de desorganización responsables de la pérdida de tantas vidas en el bando ruso durante el conflicto. Pierre lo visita con nuevas preguntas, ¿dónde está Dios en este mundo amoral? Está intensamente interesado en el panteísmo y la posibilidad de una vida tras la muerte.
La esposa de Pierre, Hélène, le ruega a este que regrese con ella, y en contra de su buen juicio y de las leyes masónicas, lo hace. A pesar de su superficialidad insípida, Hélène se establece a sí misma como una anfitriona influyente en la sociedad peterburguesa.

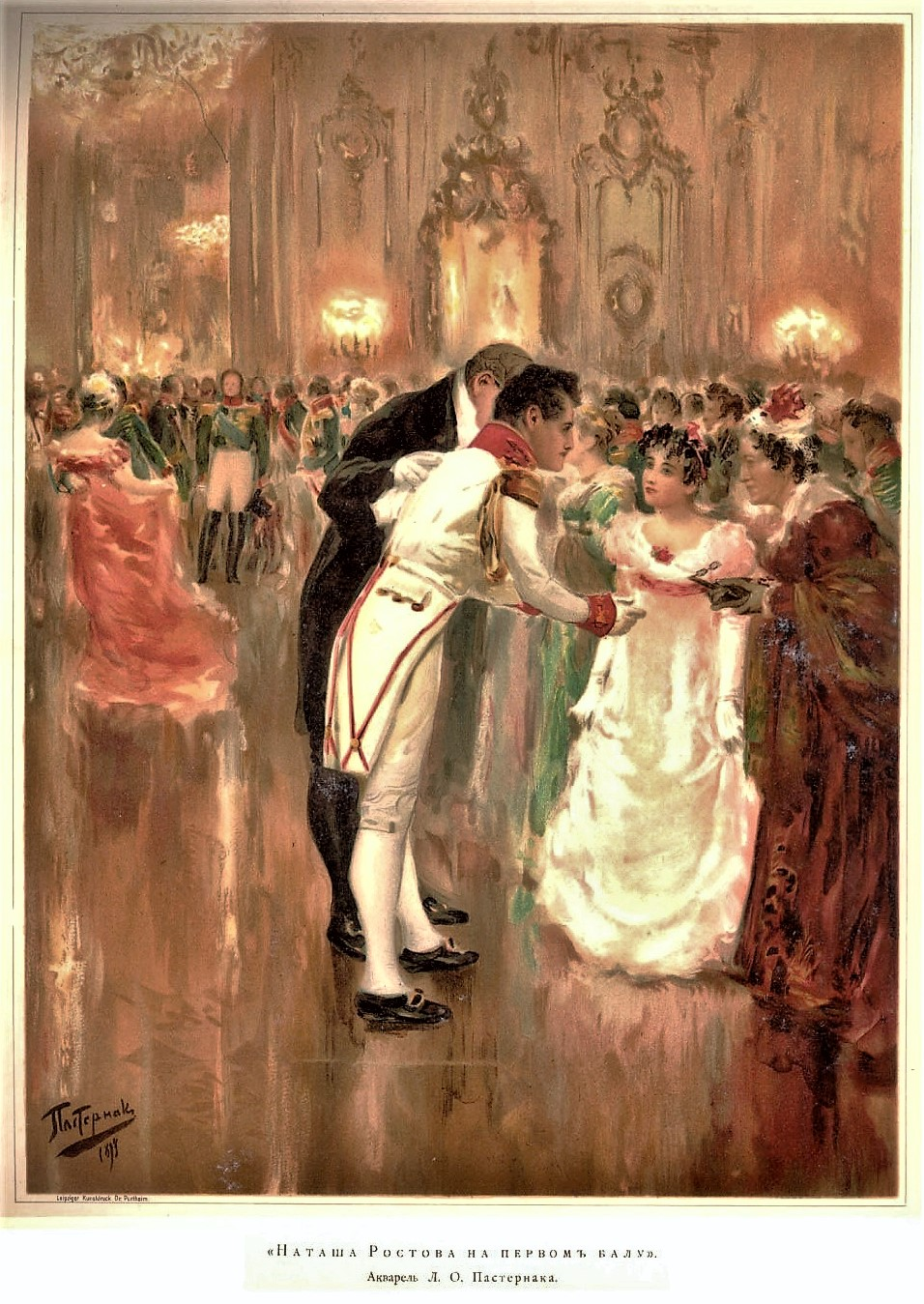
El primer baile de Natasha. Acuarela de Leonid Pasternak.

El príncipe Andréi siente el impulso de llevar sus nuevas ideas militares a San Petersburgo, esperando ingenuamente ejercer alguna influencia tanto sobre el emperador como sobre las personas más cercanas a este. La joven Natasha, también en San Petersburgo, se encuentra atrapada en la emoción de vestirse para su primer baile, donde se encontrará con el príncipe Andréi al que impresionará con su encanto vivaz. Andréi cree entonces haber encontrado de nuevo un propósito en su vida y, después de visitar varias veces a los Rostov, propone matrimonio a Natasha. No obstante, el viejo príncipe Bolkonsky, padre de Andréi, desaconseja este enlace, pues los Rostov no son familia de su agrado, e insiste que retrase un año el enlace. El príncipe Andréi parte al extranjero para recuperarse de sus heridas, dejando a Natasha sumida en una profunda angustia. Pronto recuperará el ánimo y el conde Rostov la llevará a ella y a Sonia para pasar un tiempo en Moscú con un amigo.
Natasha visita la ópera de Moscú, donde conocerá a Hélène y su hermano Anatol. Aún casado con una mujer polaca que había abandonado su país natal, se siente fuertemente atraído por Natasha: se decide a seducirla. Hélène y Anatol conspiran juntos para llevar a cabo este plan. Anatol besa a Natasha y la escribe apasionadas cartas, estableciendo finalmente un plan para fugarse juntos. Natasha está convencida de amar a Anatol así que le escribe a la princesa María, la hermana de Andréi, rompiendo su compromiso. En el último momento, Sonia descubre sus planes de fuga. Pierre inicialmente se horroriza por el comportamiento de Natasha, pero se da cuenta de que está enamorado de ella. Cuando el Gran Cometa de 1811 surca el cielo, la vida parece comenzar de nuevo para Pierre.
El príncipe Andréi acepta fríamente la ruptura del compromiso con Natasha. Él le dice a Pierre que su orgullo no le permitirá renovar su propuesta. Avergonzada, Natasha hace un intento de suicidio y cae gravemente enferma.

### Tercer volumen

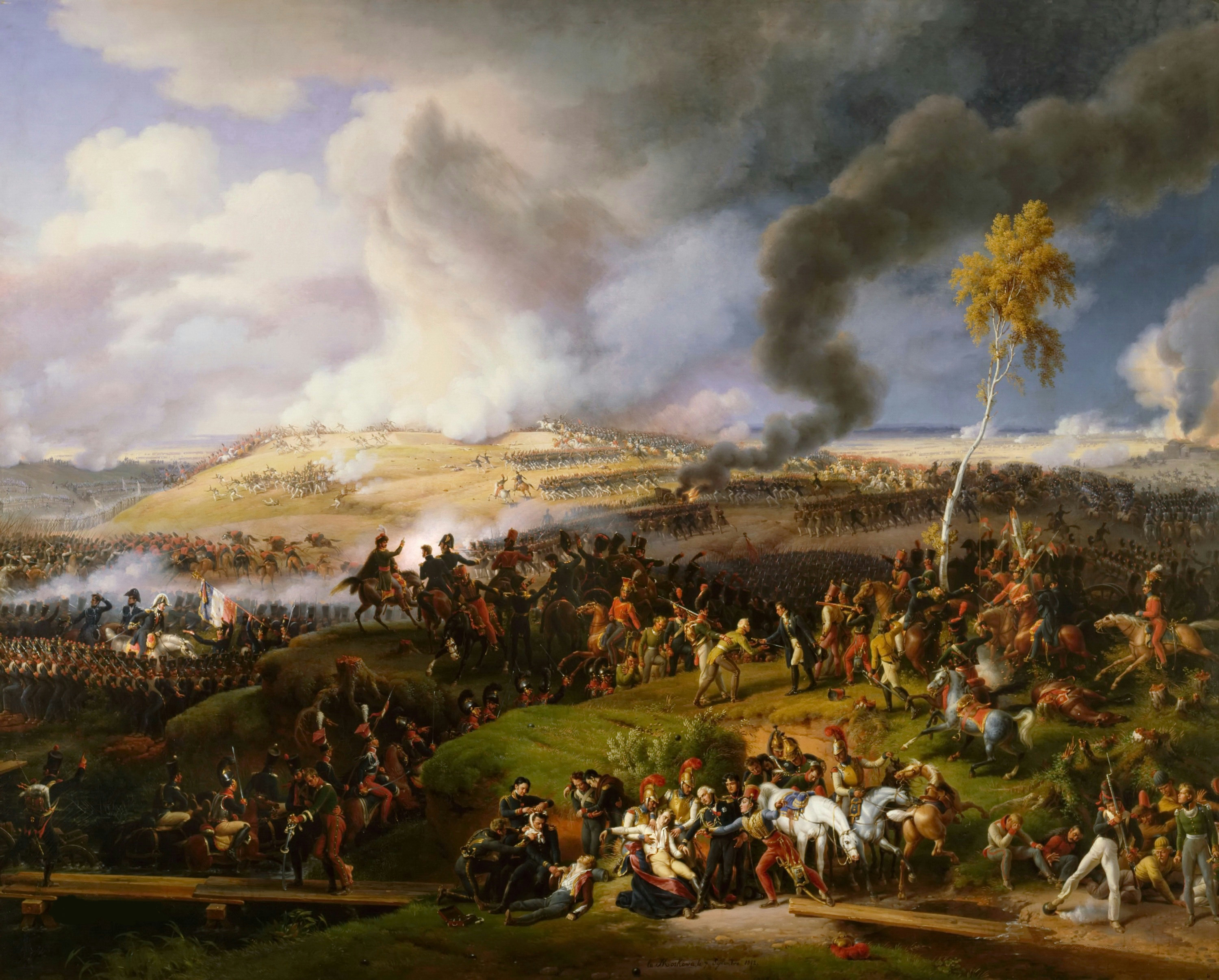
La batalla de Borodinó es uno de los principales acontecimientos históricos en torno a los que gira gran parte de la novela y es detallada minuciosamente por Tolstói. Tuvo lugar el 7 de septiembre de 1812 y en ella se estima que tomaron parte más de 250 000 hombres y que hubo alrededor de 70 000 bajas y fue un acontecimiento fundamental en el fallido intento de Napoleón por tomar Rusia. Pintura de Louis-François Lejeune, 1822.

Con la ayuda de su familia, especialmente Sonia, y el despertar de la fe religiosa, Natasha permanece en Moscú durante este difícil período. Mientras tanto, el conjunto de Rusia se ve afectada por el enfrentamiento entre las tropas de Napoléon y el ejército ruso. Pierre se convence a sí mismo a través de la gematría de que Napoleón es el Anticristo del Apocalipsis. El viejo príncipe Bolkonsky fallece a causa de un infarto mientras trataba de proteger sus bienes de los saqueadores franceses. No existe ayuda organizada del ejército ruso para los Bolkonsky, pero Nikolái Rostov aparece a tiempo en su propiedad para echar abajo una revuelta campesina incipiente. Nikolái se siente además atraído por la princesa María, pero recuerda su promesa con Sonia.
De regreso a Moscú, Petya, consigue arrebatar un pequeño pedazo de galleta del zar en las afueras de la Catedral de la Dormición, y consigue finalmente convencer a sus padres para que le permitan alistarse.
Napoleón es el personaje principal de esta parte de la novela y se presenta con gran detalle, tanto su faceta de pensador como la de estratega. Su vestimenta, así como sus actitudes habituales y mentalidad son representadas minuciosamente. También se describe la fuerza de más de 400 000 hombres del ejército francés (aunque solo 140 000 eran francófonos) que marcha con celeridad a través de la campiña rusa a finales del verano y que consigue alcanzar las afueras de la ciudad de Smolensk. Pierre decide abandonar Moscú e ir a presenciar la batalla de Borodinó desde un mirador junto a un equipo de artillería rusa. Tras observar la batalla durante un tiempo, comienza a participar en ella al llevar munición para el ejército. En medio de la confusión, experimenta de primera mano la muerte y la destrucción propia de la guerra. La batalla se convierte en un horrible masacre para ambos ejércitos y termina en un callejón sin salida. Los rusos, sin embargo, han obtenido una victoria moral el defenderse del ejército supuestamente invencible de Napoleón. Por razones estratégicas y a causa de sus graves pérdidas, el ejército ruso se retira al día siguiente. Entre las víctimas se encuentran Anatol Kuraguin y el príncipe Andréi. Anatol pierde una pierna y Andréi sufre una grave herida en el abdomen a causa de una granada. Ambos son declarados muertos, pero las familias no recibirán la notificación a causa del desorden imperante.

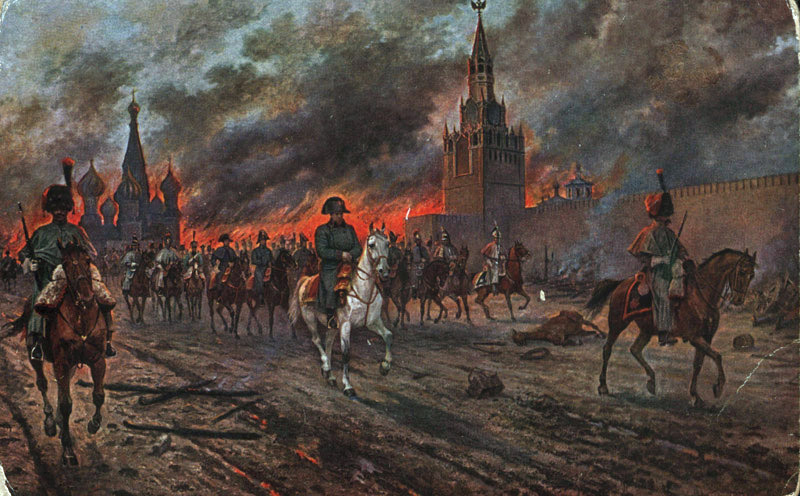
Napoleón retirándose del incendio de Moscú de 1812. Óleo de Víktor Mazurovski.

Los Rostov han esperado hasta el último momento para abandonar Moscú, incluso a sabiendas de que Kutúzov ha retrocedido más allá de Moscú. Los moscovitas reciben órdenes contradictorias, a menudo de carácter propagandístico, ya sea en la forma de huir o luchar. El conde Fiódor Rostopchín publica carteles que exhortan a la población a luchar con horcas si es necesario. Antes de huir, Rostopchín da orden de incendiar algunos edificios de la ciudad, si bien el incendio de Moscú de 1812 tuvo a su vez otras causas tal y como relata Tolstói en la novela. Los Rostov deben decidir qué llevar con ellos en su huida de Moscú, pero al final, Natasha les convence para cargar los carros con heridos de la batalla de Borodinó. El príncipe Andréi se encuentra entre estos heridos, aunque Natasha no será consciente de ello hasta más adelante.
Cuando el gran ejército de Napoleón finalmente ocupa un Moscú abandonado y quemado, Pierre decide llevar a cabo una misión quijotesca: asesinar a Napoleón. Se convierte en un hombre anónimo dentro de todo el caos, dejando sus responsabilidades como noble y vistiendo como un campesino, rechazando a su vez sus deberes y estilo de vida anterior. Las únicas personas a quien ve mientras viste de tal manera son a Natasha y parte de su familia mientras parten de Moscú. Natasha lo reconoce y le sonríe, y él, a su vez se da cuenta del alcance de su amor por ella.
Pierre salva la vida de un oficial francés que luchó en Borodinó, pero le toman como prisionero los franceses en retirada durante su intento de asesinato de Napoleón, después de salvar a una mujer de ser violada por soldados del ejército francés.

### Cuarto volumen
Pierre se hace amigo de un compañero de prisión, Platón Karatáiev, un campesino con un comportamiento de santo, que es incapaz de realizar el mal. Pierre encuentra finalmente en Karatáiev lo que andaba buscando: una persona íntegramente honesta (a diferencia de los aristócratas de la sociedad de San Petersburgo), que carece totalmente de pretensiones. Pierre descubre el significado de la vida simplemente por vivir e interactuar con Karatáiev. Tras ser testigo del saqueo de Moscú y del fusilamiento de civiles rusos por soldados franceses, Pierre se ve obligado a marchar con el gran ejército francés durante su desastrosa retirada de Moscú en el duro y frío invierno ruso. Tras meses de pruebas y tribulaciones —durante los cuales Karatáiev es herido por un disparo de un soldado francés— Pierre queda liberado por un grupo de asalto del Imperio ruso tras una pequeña escaramuza con las tropas francesas. Durante esta contienda el joven Petya perecerá.
Mientras tanto, Andréi, herido durante la invasión napoleónica, topa por casualidad con la familia Rostov, que cuidará de él mientras huyen de Moscú a Yaroslavl. Se reúne con Natasha y su hermana María antes del final de la guerra. Habiendo perdido toda voluntad por vivir, perdona en su último instante a Natasha antes de morir.
A medida que la novela llega a su final, la esposa de Pierre, Hélène, muere de una sobredosis de una medicación abortiva (Tolstói no lo establece explícitamente, pues el eufemismo que utiliza es algo ambiguo). Pierre se reúne con Natasha, mientras que la Rusia victoriosa reconstruye Moscú. Natasha habla de la muerte de Andréi y Pierre de Karatáiev. Ambos son conscientes de un vínculo cada vez mayor entre ellos. Con la ayuda de la princesa María, Pierre encuentra el amor y, tras ser liberado por la muerte de su exesposa, se casa con Natasha.

### Epílogo en dos partes
La primera parte del epílogo comienza con la boda de Pierre y Natasha en 1813. Es el último acontecimiento feliz para la familia Rostov, que atraviesa un período de transición. El conde Rostov fallece poco después, dejando a su hijo mayor Nikolái encargado de la finca endeudada.
Nikolái se encuentra con la tarea de mantener a la familia al borde de la quiebra. Su aversión a la idea de casarse por riqueza casi se interpone en su camino, pero finalmente se casa con la princesa María Bolskónskaya, salvando así a su familia de la ruina financiera.
Nikolái y María se trasladan a Lýsyie Gory con su madre y Sonia, a quien apoyará el resto de su vida. Gracias a la fortuna de su esposa, Nikolái paga todas las deudas de su familia. También acogen al hijo huérfano del príncipe Andréi, Nikolái Andréievich (Nikólienka) Bolskonsy.
Como en todo buen matrimonio, existen malentendidos, pero tanto Pierre y Natasha como Nikolái y María permanecen fieles y atentos a sus cónyuges. Pierre y Natasha visitan Lýsyie Gory en 1820, ante el júbilo de todos los interesados. Existe en esta parte de la novela indicios de que tanto Pierre como el joven idealista Nikólienka formarán parte de la revuelta decembrista. El primer epílogo concluye que Nikólienka, promete llevar a cabo una acción con la que incluso su difunto padre estaría satisfecho (presumiblemente como un revolucionario en la revuelta de los decembristas).
La segunda parte del epílogo es una crítica de Tolstói a todas las formas existentes de la Historia convencional. Mientras que la teoría del gran hombre afirma que los acontecimientos históricos son el resultado de las acciones de los «héroes» y otros grandes personajes, Tolstói afirma que esto es imposible, debido a la poca frecuencia con la que estas acciones resultan en grandes acontecimientos históricos. Más bien, según Tolstói, los grandes acontecimientos históricos son el resultado de muchos pequeños actos impulsados por los miles de personas que participan en ellos (compara esto con el cálculo, y la suma de infinitesimales). A continuación, argumenta que estos eventos más pequeños son el resultado de una relación inversa entre la necesidad y el libre albedrío. La necesidad se basa en la razón y por lo tanto, es explicable mediante el análisis histórico y el libre albedrío que esta está basada en la conciencia, y por lo tanto es inherentemente impredecible.

## Recepción
La novela que convirtió a su autor en «el verdadero león de la literatura rusa» (según Iván Goncharov) tuvo un gran éxito con el público lector tras su publicación y generó docenas de reseñas y ensayos analíticos, algunos de los cuales (por Dmitri Písarev, Pável Ánnenkov, Mijaíl Dragomírov y Nikolái Strájov) formaron la base para la investigación de los estudiosos posteriores de Tolstói. Sin embargo, la respuesta inicial de la prensa rusa a la novela fue silenciada, la mayoría de los críticos no pudieron decidir cómo clasificarla. El periódico liberal Golos (La Voz, 3 de abril, n.º 93, 1865) fue uno de los primeros en reaccionar. Su revisor anónimo planteó una pregunta que luego muchos otros repitieron: «¿Qué podría ser esto? ¿A qué tipo de género se supone que debemos archivarlo? [...] ¿Dónde está la ficción y dónde está la historia real?».
El escritor y crítico Nikolái Ajsharúmov, escribiendo en Vsemirny Trud (# 6, 1867) sugirió que Guerra y paz no era «ni una crónica ni una novela histórica», sino una fusión de género, esta ambigüedad nunca socava su inmenso valor. Ánnenkov, que también alabó la novela, fue igualmente vago cuando trató de clasificarla. «Fue su sugerencia la historia cultural de una gran parte de nuestra sociedad, el panorama político y social de la misma a principios del siglo actual». «Es la epopeya [social], la novela histórica y la vasta imagen de la vida de toda la nación», escribió Iván Turguénev en su intento de definir Guerra y paz en el prólogo de su traducción al francés de Los dos húsares (publicado en París por Le Temps en 1875).
En general, la izquierda literaria recibió la novela con frialdad. Lo vieron como desprovisto de crítica social y entusiasmado con la idea de la unidad nacional. Vieron su mayor defecto como la «incapacidad del autor para retratar un nuevo tipo de intelectualidad revolucionaria en su novela», como lo expresó el crítico Varfoloméi Záytsev. Los artículos de Dmitri Mináyev, Vasili Bervi-Flerovski y Nikolái Shelgunov en la revista Delo caracterizaron la novela como «carente de realismo», mostrando a sus personajes como «crueles y rudos», «mentalmente apedreados», «moralmente depravados» y promoviendo «la filosofía del estancamiento». Aun así, se informó que Mijaíl Saltykov-Shchedrín, quien nunca expresó públicamente su opinión sobre la novela, en una conversación privada expresó su deleite con «cuán fuertemente este conde ha picado a nuestra sociedad superior». Dmitri Písarev en su artículo inacabado «La nobleza rusa antigua» («Stároye barstvo», Otéchestvennye Zapiski, # 2, 1868), aunque elogió el realismo de Tolstói al retratar a miembros de la alta sociedad, todavía estaba descontento con la forma en que el autor, tal como lo vio, «idealizó» a la antigua nobleza, expresando «ternura inconsciente y bastante natural hacia» el dvoryanstvo ruso (nobleza de Rusia). En el frente opuesto, la prensa conservadora y los autores «patrióticos» (Avraam Nórov y Piotr Vyázemski entre ellos, ambos participantes en la guerra) estaban acusando a Tolstói de distorsionar conscientemente la historia de 1812, profanando los «sentimientos patrióticos de nuestros padres» y ridiculizando el dvoryanstvo.
Uno de los primeros artículos completos sobre la novela fue el de Pável Ánnenkov, publicado en el número 2 de 1868 de Véstnik Evropy (Mensajero de Europa). El crítico elogió la representación magistral de Tolstói del hombre en la guerra, se maravilló de la complejidad de toda la composición, fusionando orgánicamente hechos históricos y ficción. «El lado deslumbrante de la novela», según Ánnenkov, fue «la simplicidad natural con la que [el autor] transporta los asuntos mundanos y los grandes eventos sociales hasta el nivel de un personaje que los presencia». Ánnenkov pensó que la galería histórica de la novela estaba incompleta con los dos «grandes raznochintsy» (raznochintsy), Speranski y Arakchéiev, y deploró el hecho de que el autor se detuvo al presentar la novela «este elemento relativamente tosco pero original». Al final, el crítico llamó a la novela «toda la época de la ficción rusa».

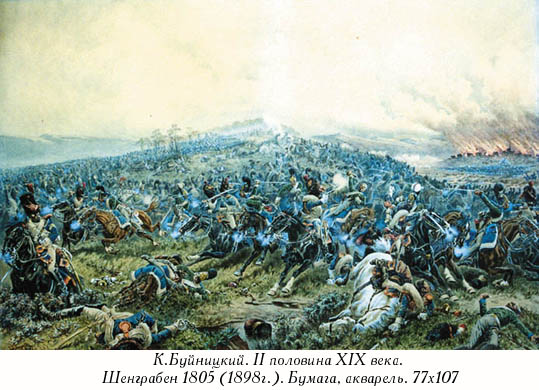
Batalla de Schöngrabern por K. Bujnitsky.

Los eslavófilos declararon a Tolstói su bogatyr y declararon Guerra y paz «la Biblia de la nueva idea nacional». Varios artículos sobre Guerra y paz fueron publicados en 1869-1870 en la revista Zaryá por Nikolái Strájov. «Guerra y paz es una obra de genio, igual a todo lo que la literatura rusa ha producido antes», pronunció en el primer ensayo, más pequeño. «Ahora está bastante claro que desde 1868, cuando se publicó la Guerra y la paz, la esencia misma de lo que llamamos literatura rusa se ha vuelto bastante diferente, adquirió la nueva forma y significado», continuó el crítico más tarde. Strájov fue el primer crítico en Rusia que declaró la novela de Tolstói como una obra maestra de nivel previamente desconocido en la literatura rusa. Aun así, siendo un verdadero eslavófilo, no podía dejar de ver la novela como la promoción de las principales ideas eslavofílicas de «la supremacía del personaje ruso manso sobre el tipo europeo rapaz» (usando la fórmula de Apollón Grigóriev). Años más tarde, en 1878, discutiendo el propio libro de Strájov El mundo en su conjunto, Tolstói criticó tanto el concepto de Grigóriev (de «mansedumbre rusa versus bestialidad occidental») como la interpretación de Strájov.
Entre los revisores se encontraban militares y autores especializados en literatura de guerra. La mayoría evaluó altamente el ingenio y el realismo de las escenas de batalla de Tolstói. N. Lachínov, miembro del personal del periódico Russki Invalid (n.° 69, 10 de abril de 1868) calificó las escenas de la batalla de Schöngrabern como «con el más alto grado de veracidad histórica y artística» y estuvo totalmente de acuerdo con la opinión del autor sobre la batalla de Borodinó, que algunos de sus oponentes disputaron. El general del ejército y respetado escritor militar Mijaíl Dragomírov, en un artículo publicado en Oruzheiny Sbórnik (El Almanaque Militar, 1868-1870), mientras disputaba algunas de las ideas de Tolstói sobre la «espontaneidad» de las guerras y el papel del comandante en las batallas, aconsejó a todos los oficiales del ejército ruso usarán Guerra y paz como libro de escritorio, describiendo sus escenas de batalla como «incomparables» y «sirviendo para un manual ideal para cada libro de texto sobre teorías del arte militar».
A diferencia de los críticos literarios profesionales, los escritores rusos más destacados de la época apoyaron la novela de todo corazón. Goncharov, Turguénev, Leskov, Dostoyevski y Fet han quedado en el registro declarando que Guerra y paz es la obra maestra de la literatura rusa. Iván Goncharov, en una carta del 17 de julio de 1878 a Piotr Ganzen, le aconsejó que eligiera traducir al idioma danés Guerra y paz, y agregó: «Esto es positivamente lo que podría llamarse una Ilíada rusa. Abrazando toda la época, es el grandioso evento literario, mostrando la galería de grandes hombres pintados por un pincel animado del gran maestro [...] Esta es una de las obras literarias más profundas, si no la más profunda». En 1879, descontento con el hecho de que Ganzen eligiera a Anna Karénina para empezar, Goncharov insistió: «Guerra y paz es el poema extraordinario de una novela, tanto en contenido como en ejecución. También sirve como un monumento a la gloriosa época de la historia rusa cuando cualquier figura que coja resulta ser un coloso, una estatua en bronce. Incluso los personajes menores [de la novela] tienen todos los rasgos característicos del pueblo ruso y su vida». En 1885, expresó su satisfacción por el hecho de que las obras de Tolstói ya habían sido traducidas al danés, Goncharov volvió a enfatizar la inmensa importancia de Guerra y paz. «El conde Tolstói realmente destaca sobre todos los demás aquí [en Rusia]», comentó. 
Fiódor Dostoyevski (en una carta a Strájov del 30 de mayo de 1871) describió Guerra y paz como «la última palabra de la literatura del terrateniente y la más brillante». En una versión del borrador de El adolescente, describió a Tolstói como «un historiógrafo del dvoryanstvo, o más bien, su élite cultural». «La objetividad y el realismo imparten un encanto maravilloso a todas las escenas, y junto a personas de talento, honor y deber expone numerosos sinvergüenzas, matones y tontos sin valor», agregó. En 1876, Dostoyevski escribió: «Mi fuerte convicción es que un escritor de ficción debe tener el conocimiento más profundo, no solo del lado poético de su arte, sino también de la realidad con la que trata, tanto en su contexto histórico como contemporáneo. Aquí [en Rusia], por lo que yo veo, solo un escritor sobresale en esto, el conde Lev Tolstói». 
Nikolái Leskov, entonces un crítico anónimo en Birzhevói Véstnik (Noticiero de la Bolsa), escribió varios artículos alabando altamente la Guerra y paz, calificándola como «la mejor novela histórica rusa» y «el orgullo de la literatura contemporánea». Maravillándose por el realismo y la veracidad objetiva del libro de Tolstói, Leskov pensó que el autor merecía el crédito especial por «haber elevado el espíritu de la gente sobre el alto pedestal que merecía». «Mientras trabajaba de manera más elaborada sobre personajes individuales, el autor, aparentemente, ha estado estudiando con mayor diligencia el carácter de la nación en su conjunto; la vida de las personas cuya fuerza moral se concentró en el ejército que surgió para luchar contra el poderoso Napoleón». A este respecto, la novela del conde Tolstói podría verse como «una epopeya de la Gran guerra nacional que hasta ahora ha tenido sus historiadores pero nunca tuvo sus cantantes», escribió Leskov.
Afanasi Fet, en una carta dirigida a Tolstói el 1 de enero de 1870, expresó su gran deleite con la novela. «Has logrado mostrarnos con gran detalle el otro lado mundano de la vida y explicar cómo orgánicamente alimenta el lado externo y heroico», agregó. 
Iván Turguénev gradualmente reconsideró su escepticismo inicial en cuanto al aspecto histórico de la novela y también al estilo del análisis psicológico de Tolstói. En su artículo de 1880 escrito en forma de una carta dirigida a Edmond Abou, editor del periódico francés Le XIXe Siècle, Turguénev describió a Tolstói como «el escritor ruso más popular» y Guerra y paz como «uno de los libros más notables de nuestra edad». «Este vasto trabajo tiene el espíritu de una épica, donde la vida de Rusia de principios de nuestro siglo en general y en detalles ha sido recreada por la mano de un verdadero maestro [...] La forma en que el Conde Tolstói lleva a cabo su tratado es innovador y original. Este es el gran trabajo de un gran escritor, y en él hay una verdadera y verdadera Rusia», escribió Turguénev. Fue en gran parte debido a los esfuerzos de Turguénev que la novela comenzó a ganar popularidad entre los lectores europeos. La primera edición francesa de Guerra y paz (1879) allanó el camino para el éxito mundial de León Tolstói y sus obras.
Desde entonces, muchos autores de fama mundial han elogiado Guerra y paz como una obra maestra de la literatura mundial. Gustave Flaubert expresó su deleite en una carta de enero de 1880 a Turguénev, escribiendo: «¡Este es un trabajo de primera clase! ¡Qué artista y qué psicólogo! Los dos primeros volúmenes son exquisitos. Solía gritar de alegría mientras leía. Esto es poderoso, muy poderoso, de hecho». Más tarde, John Galsworthy calificó Guerra y paz como «la mejor novela que jamás se haya escrito». Romain Rolland, recordando su lectura de la novela cuando era estudiante, escribió: «Esta obra, como la vida misma, no tiene principio ni fin. Es la vida misma en su movimiento eterno». Thomas Mann pensó que Guerra y paz era «La novela de guerra más grande de la historia de la literatura». Ernest Hemingway confesó que fue de Tolstói de quien había estado aprendiendo cómo «escribir sobre la guerra de la manera más directa, honesta, objetiva y cruda». «No conozco a nadie que pueda escribir sobre la guerra mejor que Tolstói», afirmó Hemingway en su Men at War de 1955. Las mejores historias de guerra de la antología de todos los tiempos. 
Isaak Bábel dijo, después de leer Guerra y paz: «Si el mundo pudiera escribir solo, escribiría como Tolstói». Tolstói «nos da una combinación única de la "objetividad ingenua" del narrador oral con el interés en detalle característico del realismo. Esta es la razón de nuestra confianza en su presentación».

## Personajes principales
- Pierre Bezújov
- Natasha Rostova
- Andréi Bolkonsky
- María Bolkónskaya
- Nikolái Rostov
- Napoleón Bonaparte
- Mijaíl Kutúzov
- Elena Kuráguina
- Anatol Kuraguin
- Anna Pávlovna.

Muchos de los personajes de Tolstói se basaron en personas reales que él conoció. Por ejemplo, Nikolái Rostov y María Bolkónskaya son un reflejo de los recuerdos de Tolstói acerca de sus padres, mientras que Natasha es una mezcla de su esposa y su cuñada. Pierre y el príncipe Andréi tienen rasgos de la personalidad del autor, al mismo tiempo que muchos datos autobiográficos son empleados en la historia de ambos personajes.

## Significado de palabras poco usuales
- Húsar: soldado de caballería vestido a la húngara.
- Ulano: en los ejércitos austriaco, alemán y ruso, soldado de caballería ligera armado de lanza.
- Izbá: vivienda de madera.
- Verstá: medida lineal rusa, equivale a 1067 metros.
- Mir (comunidad): comunidad rural en la época zarista.
- Troika: en la novela, trineo tirado por tres caballos dispuestos paralelamente entre ellos.

## Traducciones directas del ruso al español
- Guerra y paz. Traducción: Joaquín Fernández-Valdés. Barcelona: Alba Editorial. 2021.
- Guerra y paz. Traducción: Gala Arias Rubio (borrador de la novela, edición no canónica). Barcelona: Mondadori. 2004.
- Guerra y paz. Traducción: Lydia Kúper (corrección de la traducción de José Laín Entralgo y José Alcántara). Madrid: Taller de Mario Muchnik. 2003.
- Guerra y paz. Traducción: José Laín Entralgo y José Alcántara. Barcelona: Planeta. 1979.
- Guerra y paz. Traducción: Irene y Laura Andresco. Madrid: Aguilar. 1955-56.

## Adaptaciones escénicas y cinematográficas
- Guerra y paz, ópera en dos partes compuesta por Serguéi Prokófiev.
- Guerra y paz, película de 1956 dirigida por King Vidor, con la actuación de Henry Fonda, Audrey Hepburn, Mel Ferrer, John Mills, Vittorio Gassman, Anita Ekberg, Herbert Lom, y Fernando Aguirre, entre otros.
- Guerra y paz, película de 1967 dirigida por Serguéi Bondarchuk.
- Guerra y paz (miniserie), serie de televisión de 1972 de la BBC protagonizada por Anthony Hopkins.
- Guerra y paz, miniserie de 2007 protagonizada por Clémence Poésy y Alessio Boni.
- War and Peace, miniserie de televisión de 2016 de la BBC protagonizada por Paul Dano, Lily James y James Norton.
- Natasha, Pierre and the Great Comet of 1812, musical de Broadway del 2016. Narra los acontecimientos del segundo volumen. Música y letras de Dave Malloy.
- War & Love, obra teatral de 2022 escrita por Carlos Be.